# Зелёное (Амвросиевский район)
Зелёное (укр. Зелене) — село на Украине, находится в Амвросиевском районе Донецкой области. Находится под контролем самопровозглашённой Донецкой Народной Республики.

## География
В Донецкой области имеются ещё 4 одноимённых населённых пункта, в том числе село Зелёное в соседнем Старобешевском районе.

#### Соседние населённые пункты по странам света
С: Садовое, Новониколаевка
СЗ: Холмистое, Вербовка
СВ: Войково, Новопелагеевка
З: Грузско-Зорянское
В: Широкое, Фёдоровка
ЮЗ: Грузско-Ломовка, Кобзари
ЮВ: город Иловайск, Виноградное
Ю: Придорожное

## Население
Население по переписи 2001 года составляло 575 человек.

## Общая информация
Код КОАТУУ — 1420684001. Почтовый индекс — 87310. Телефонный код — 6259.

## Адрес местного совета
87310, Донецкая область, Амвросиевский район, с. Зеленое, ул. Ленина, 77а